# City-Pier-City Loop 1997
De 23e editie van de City-Pier-City Loop vond plaats op zondag 23 maart 1997.
De wedstrijd bij de mannen werd gewonnen door de Italiaan Graziano Calvaresi in 1:01.08. Op de finish had hij elf seconden voorsprong op de Keniaan Eric Kimaiyo. Beste Nederlander werd Marco Gielen, die met een achterstand van 47 seconden als vierde eindigde. De Keniaanse Esther Kiplagat won de wedstrijd bij de vrouwen in 1:10.10.

## Uitslagen

### Mannen
| rang   | naam                 | land | tijd    |
| ------ | -------------------- | ---- | ------- |
| Goud   | Graziano Calvaresi   | ITA  | 1:01.08 |
| Zilver | Eric Kimaiyo         | KEN  | 1:01.19 |
| Brons  | Steven Brooks        | ENG  | 1:01.28 |
| 4      | Marco Gielen         | NED  | 1:01.55 |
| 5      | Gabriel Kiprono      | KEN  | 1:02.15 |
| 6      | Fransua Woldemariam  | ETH  | 1:02.16 |
| 7      | Wilson Omwoyo        | KEN  | 1:02.23 |
| 8      | Tekeye Gebrselassie  | ETH  | 1:02.25 |
| 9      | Berthold Berger      | NED  | 1:02.29 |
| 10     | Tadesse Woldemeskle  | ETH  | 1:03.07 |
| 11     | Ian Hudspith         | ENG  | 1:03.09 |
| 12     | Bigboy Goromonzi     | ZIM  | 1:03.09 |
| 13     | John Vermeule        | NED  | 1:03.11 |
| 14     | Jacques van Rensburg | RSA  | 1:03.13 |
| 15     | Mark Hudspith        | ENG  | 1:03.19 |
| 16     | Gerard Kappert       | NED  | 1:03.23 |
| 17     | Waldemar Glinka      | POL  | 1:03.25 |
| 18     | David William Taylor | ENG  | 1:03.26 |
| 19     | Mohammed Baket       | PLE  | 1:03.30 |
| 20     | Ronny Ligneel        | BEL  | 1:03.32 |
| 21     | Aiduna Aitnafa       | ETH  | 1:03.32 |
| 22     | Bert van Vlaanderen  | NED  | 1:03.33 |
| 23     | Peter Visser         | NED  | 1:03.39 |
| 24     | John Downes          | IRL  | 1:03.40 |
| 25     | Jeroen van Damme     | NED  | 1:03.47 |

### Vrouwen
| rang   | naam               | land | tijd    |
| ------ | ------------------ | ---- | ------- |
| Goud   | Esther Kiplagat    | KEN  | 1:10.10 |
| Zilver | Simona Staicu      | ROU  | 1:10.17 |
| Brons  | Angelina Kanana    | KEN  | 1:11.44 |
| 4      | Wilma van Onna     | NED  | 1:12.22 |
| 5      | Nadezhda Wijenberg | RUS  | 1:12.48 |
| 6      | Bettina Sabatini   | ITA  | 1:12.50 |
| 7      | Anne van Schuppen  | NED  | 1:12.59 |
| 8      | Anita Håkenstad    | NOR  | 1:13.55 |
| 9      | Linda Milo         | BEL  | 1:13.56 |
| 10     | Mieke Pullen       | NED  | 1:14.03 |
| 11     | Carla Beurskens    | NED  | 1:14.21 |
| 12     | Kristijna Loonen   | NED  | 1:14.52 |
| 13     | Daisy Hombergen    | NED  | 1:15.20 |
| 14     | Sissel Grottenberg | NOR  | 1:15.36 |
| 15     | Erika Souverijn    | NED  | 1:15.43 |
| 16     | Anna Rybicka       | POL  | 1:16.01 |
| 17     | Jolanda Homminga   | NED  | 1:16.36 |

1975 ·
1976 ·
1977 ·
1978 ·
1979 ·
1980 ·
1981 ·
1982 ·
1983 ·
1984 ·
1985 ·
1986 ·
1987 ·
1988 ·
1989 ·
1990 ·
1991 ·
1992 ·
1993 ·
1994 ·
1995 ·
1996 ·
1997 ·
1998 ·
1999 ·
2000 ·
2001 ·
2002 ·
2003 ·
2004 ·
2005 ·
2006 ·
2007 ·
2008 ·
2009 ·
2010 ·
2011 ·
2012 ·
2013 ·
2014 ·
2015 ·
2016 ·
2017 ·
2018 ·
2019 (afgelast) ·
2020 ·
2021 (afgelast) ·
2022 ·
2023 ·
2024